# Municipio de Troy (condado de Geauga)
El municipio de Troy (en inglés: Troy Township) es un municipio ubicado en el condado de Geauga en el estado estadounidense de Ohio. En el año 2010 tenía una población de 2801 habitantes y una densidad poblacional de 42,02 personas por km².

## Geografía
El municipio de Troy se encuentra ubicado en las coordenadas 41°22′51″N 81°8′57″O / 41.38083, -81.14917. Según la Oficina del Censo de los Estados Unidos, el municipio tiene una superficie total de 66.66 km², de la cual 64,87 km² corresponden a tierra firme y (2,69 %) 1,79 km² es agua.

## Demografía
Según el censo de 2010, había 2801 personas residiendo en el municipio de Troy. La densidad de población era de 42,02 hab./km². De los 2801 habitantes, el municipio de Troy estaba compuesto por el 97,97 % blancos, el 0,57 % eran afroamericanos, el 0,04 % eran amerindios, el 0,71 % eran asiáticos, el 0,18 % eran de otras razas y el 0,54 % eran de una mezcla de razas. Del total de la población el 0,54 % eran hispanos o latinos de cualquier raza.